# 复制
复制（英語：Copying；中文音译：拷贝）是将某事物通过某种方式制作成相同的一份或多份的行为。
对于作品的复制，概念上有狭义和广义的区别。狭义的复制，是通过印刷、照相、复写、录音、录像等行为的复制；而广义的复制，还包括了对作品的某些改变，形态上产生了变化，但实质上仍然是同样的，例如将小说改编成剧本，不同语言之间的翻译等，以及把其中一家唱片公司之作交予其他唱片公司製作。
复制的方式可以通过机械完成（例如复印机），也可以是手工进行（例如手抄、绘画作品的临摹）。复制可以改变作品的尺寸和颜色，也可以在不同载体之间进行复制（例如把画在纸上的形象做成雕塑）。